# Ídolos en Concierto
Ídolos en Concierto es la gira de conciertos conjunta de las cantantes españolas Mónica Naranjo, Marta Sánchez y la artista mexicana María José. La gira fue gracias al famoso productor mexicano Hugo Mejuto que organizó un concierto histórico que se celebró el 28 de junio en el Palacio de los Deportes de la Ciudad de México, a partir de aquí, se anunciaron más fechas frente a un gran evento, la vuelta de la Musa Mónica Naranjo y la Reina del Pop Español Marta Sánchez a tierras mexicanas conjunto con La Josa.
La gira fue muy promocionada en México, por parte de Naranjo y Sánchez, ya que La Josa estaba enferma. La promoción estuvo basada en grandes conferencias de prensa, entrevistas por radio y televisión, un gran despliegue ante el evento.
Un dato curioso sobre el tour, aunque la gira fue anunciada como una gran evento al juntar a tres grandes de la música en español, La Josa, solo actuó en unos conciertos concretos, mientras que Naranjo y Sánchez realizaron el resto de la gira entre ellas dos, pasando a ser una gira dominada por las Reinas de la Música de España. Se tuvo la intención de alargar la gira por México, Estados Unidos y España, pero fue muy difícil, por culpa de las agendas de las tres divas, el poder compaginar las agendas de las tres cantantes fue muy complicado, este es uno de los motivos por el cual las fechas del tour están tan dispersas y la gira no fue alargada.

## Teloneros
- DJ Alfred Beck (Tijuana)
- DJ Phill Romano
- Nalaya Brown

## Desarrollo del Primer Concierto
El Palacio de los Deportes fue testigo de la presencia de tres estilos diferentes en un “show” que el público demostró que el paso del tiempo no es impedimento para mantener vigentes carreras musicales fuertemente cimentadas, esto en el caso de Sánchez y Naranjo, que adquirieron popularidad antes que María José. El escenario que brillaba con pantallas gigantes se iluminó y de la nada se elevó una silla en la que se vio una mujer vestida con pantalón corto, chamarra y con una gorra que impedía distinguir de quién se trataba y fue que al escucharse las notas de “Tú ya sabes a mí”, el público reconoció a María José. Una veintena de bailarines acompañaron a María José, conocida entre sus fanes como “Josa”, en casi todos los temas que interpretó en este primer bloque en el que canciones de la década de los 80 lograron cautivar a los presentes: “Mi amor, amor”, “Adelante corazón”. “Muy buenas noches, bienvenidos a ‘Ídolos’, gracias a todos por estar aquí con nosotras. Marta, Mónica y yo hemos preparado un show especial para ustedes, cada quien con su energía y su estilo”, sostuvo “Josa” quien dejó el escenario después de “Un nuevo amor” y dio paso a la siguiente admirada.
En la misma silla de su antecesora, Marta Sánchez, se elevó con “Si me cambian los recuerdos”, originalmente interpretada a dueto con Alaska, pero esta noche la española lo hizo en solitario y continuó la velada con la demostración de que el baile también es lo suyo. “De mujer a mujer” fue el tema en el que Marta y “Josa” unieron sus voces ante un público que para este momento ya estaba entregado a sus amadas cantantes. “Hola México”, fue el breve saludo inicial de Sánchez, quien perteneció al grupo Olé Olé desde fines de 1985 hasta 1993, cuando dio a conocer como solista el álbum “Desesperada”. “Con sólo una mirada” y “La Chica ye-ye”, fueron los temas con que Olé Olé alcanzó la máxima popularidad gracias a Marta, quien esta noche recordó esos momentos de éxito; también incluyó en este bloque “Arena y sol”.
El público pedía a gritos la presencia de otra de sus idolatradas cantantes, Mónica Naranjo, que desde que dio a conocer en México su disco homónimo en 1994, no ha dejado de ser reconocido su potencial vocal y escénico. A diferencia de sus compañeras, Naranjo se elevó en el escenario en una silla color negro, y desde lo alto cantó cubierta por un manto negro “Desátame” para seguir con “Sólo se vive una vez” y “Pantera en libertad”. “Buenas noches México, estoy muy feliz de volver a este país con un concierto de rock ya que hoy es el día más importante para la comunidad gay y quiero dignificar con la siguiente canción nuestros derechos”, agregó la cantautora que regaló a sus fanes “Entender el amor”.
“Josa” regresó al escenario para recordar su paso por el grupo Kabah, al que perteneció más de una década a partir de 1992. “La calle de las sirenas” fue el tema que sirvió de preámbulo para cantar el sencillo “El amor manda”, después cantó “Me equivoqué” con el que brindó con su público.“La ocasión para amarnos” y “Prefiero ser tu amante” fueron los temas con los que “Josa” se despidió de este bloque.

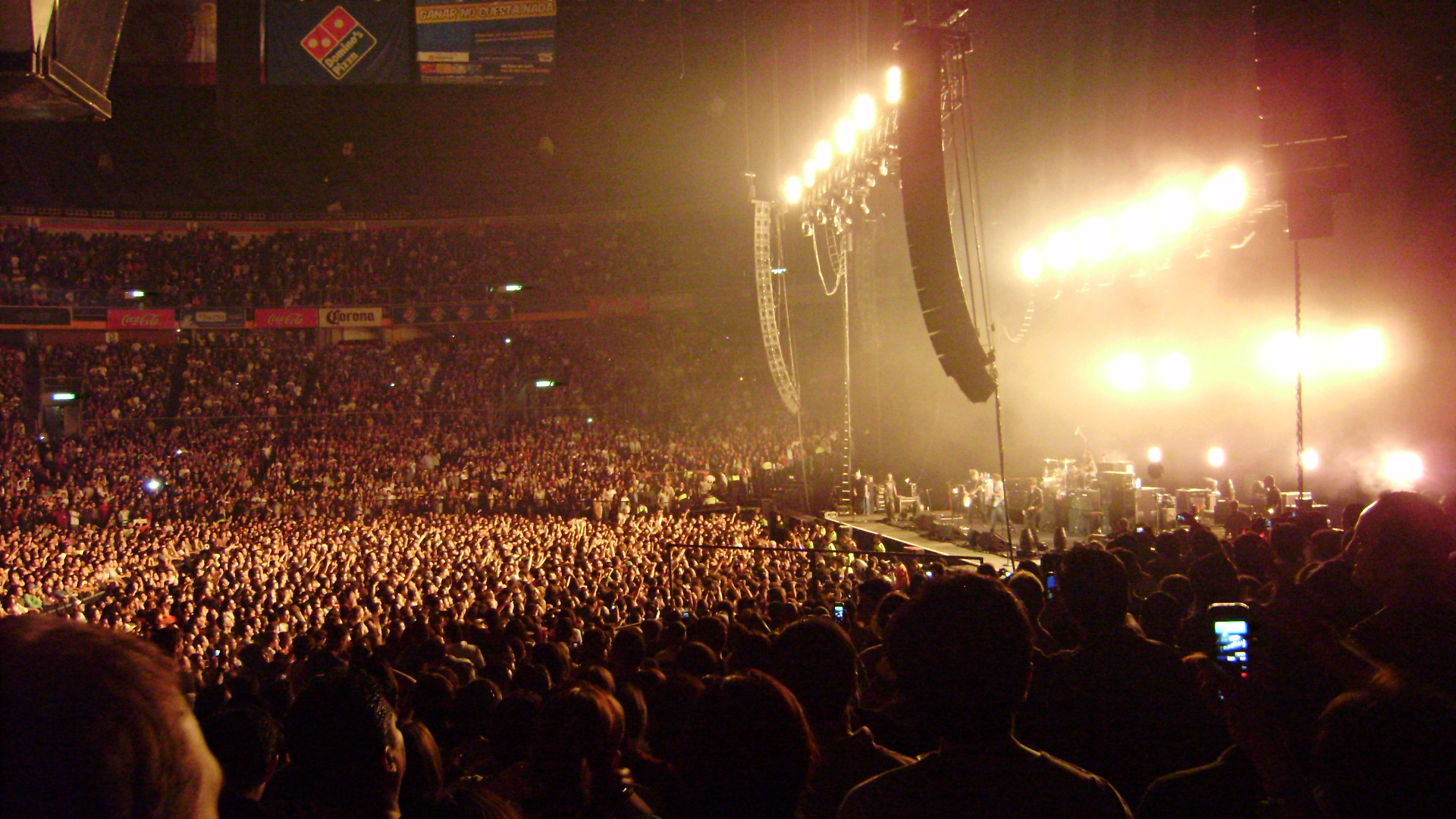
Interior del Palacio de los Deportes durante un concierto. Las tres divas consiguieron llenarlo por completo.

De nueva cuenta Marta Sánchez llegó al escenario, ahora con “Soldados del amor”, “Desesperada”, “Quiero más de ti” y puso el toque nostálgico de la noche con “Vivo por ella”, para retirarse y dejar el espacio para Mónica Naranjo. “Europa” y “Usted”, fueron piezas musicales con las que Naranjo regresó a cantar y que dejaron claro que, como dijo “Josa”, cada artista que participa en “Ídolos” tiene un estilo diferente y un acierto de la producción es que a cada una se le proporcionaron los elementos para que lucieran. Bailarines, luces, vestuario, confeti, pirotecnia, fueron los grandes detalles que enmarcaron este “show” que durante tres horas el público recorrió ese camino de los recuerdos de los ochenta y noventa hasta la fecha.
Reapareció Marta para entonar “Desconocida” y “Colgando en tus manos”, esta última con un body y una coreografía estilo country. Como parte de los temas que anunciaban el final de la velada se escucharon “No soy una señora”, a cargo de “Josa”; “Soy yo” con Marta; y “Sobreviviré” de Mónica Naranjo.Uno de los momentos más esperados fue el ver a las divas reunidas en el escenario para también escuchar el ensamble de voces en “Hasta el fin”, y sí, hasta el final se notó que estas tres mujeres son “Ídolos” en toda la extensión de la palabra.

## Listado de canciones
Acto I (La Josa)
1. «Tú ya sabes a mí»
2. «Mi amor, amor»
3. «Adelante corazón»
4. «Un nuevo amor»

Acto II (Marta Sánchez)
1. «Si me cambian los recuerdos»
2. «Get together»
3. «De mujer a mujer*» con La Josa
4. «Con sólo una mirada»
5. «Arena y sol»
6. «La chica ye-yé»

Acto III (Mónica Naranjo)
1. «Desátame»
2. «Sólo se vive una vez»
3. «Todo mentira»
4. «Pantera en libertad»
5. «Entender el amor»

Acto IV (La Josa)
1. «La calle de las sirenas», «al pasar»,  «vive»
2. «El amor manda»
3. «Me equivoqué»
4. «La ocasión para amarnos»
5. «Prefiero ser su amante»

Acto V (Marta Sánchez)
1. «Soldados del amor»
2. «Desesperada»
3. «Quiero más de ti»
4. «Vivo por ella»

Acto VI (Mónica Naranjo)
1. «Europa»
2. «Usted»
3. «Kambalaya*»
4. «Amor y lujo»
5. «Make you rock*»

Acto VII (Marta Sánchez)
1. «Desconocida*»
2. «Colgando en tus manos»

Acto VIII (Final)
1. «No soy una señora*» (La Josa)
2. «Soy yo» (Marta Sánchez)
3. «Sobreviviré» (Mónica Naranjo)
4. «Hasta El Fin*» (Las Tres Juntas)

Las canciones marcadas con *, son aquellas que tuvieron modificaciones, fueron sustituidas por otras o eliminadas del repertorio:
- De mujer a mujer: Marta la interpretó a dúo con La Josa en los recitales dónde ambas estaban presentes.
- Make you rock: Solamente se interpretó durante el concierto de México D.F.
- Óyeme: «Make you rock» fue sustituida por «Óyeme» para los siguientes conciertos, excepto en Tijuana.
- Kambalaya: Fue eliminada del repertorio de Mónica para el concierto de Ensenada.
- No soy una señora: Se interpretó a dúo con Marta solamente en Guadalajara y Monterrey.
- Hasta El Fin: No fue interpretada durante los conciertos dónde solo actuaban Mónica y Marta sin La Josa.

## Fechas de la Gira
| América Latina          |             |        |                            |
| 28 de junio de 2013     | México DF   | México | Palacio de los Deportes    |
| 29 de junio de 2013     | Tijuana     | México | Auditorio Museo del Trompo |
| 29 de agosto de 2013    | Guadalajara | México | Auditorio Telmex           |
| 31 de agosto de 2013    | Ensenada    | México | Hotel Coral & Marina       |
| 1 de septiembre de 2013 | Monterrey   | México | Auditorio Banamex          |

## Single: "Hasta El Fin"
Para el tour, las tres divas hicieron una gran canción dance llamada "Hasta El Fin", el tema compuesto por Naranjo y Hugo Mejuto, bajo la producción de los suecos Björn y Joakin Olovssonn, (Tortuga) e Isabel Guzmán, fue todo un éxito en las radios mexicanas. Fue puesta a la venta mediante las tiendas musicales digitales como Itunes el 5 de julio llegando al número 1 de Itunes España. El videoclip del hit fue grabado en directo durante el concierto en el Palacio de Deportes de México DF, aunque nunca fue publicado.